# Семибратский
Семибратский (Семибрат) — овраг и водоток в России, находится в Лебедянском районе Липецкой области. Левый приток Дона.

## География
Ручей в Семибратском овраге берёт начало неподалёку от села Тёплое. Течёт на запад. Устье ручья находится в 1655 км от устья Дона по левому берегу. Длина ручья составляет 10 км, площадь водосборного бассейна — 30,2 км².
В летнее время ручей иногда пересыхает. У села Тёплое на ручье образован пруд.

## Данные водного реестра
По данным государственного водного реестра России относится к Донскому бассейновому округу, водохозяйственный участок реки — Дон от истока до города Задонск, без рек Красивая Меча и Сосна, речной подбассейн реки — бассейны притоков Дона до впадения Хопра. Речной бассейн реки — Дон (российская часть бассейна).
Код объекта в государственном водном реестре — 05010100312107000000526.